# Dioscorea acanthogene
Dioscorea acanthogene är en enhjärtbladig växtart som beskrevs av Henry Hurd Rusby. Dioscorea acanthogene ingår i släktet Dioscorea och familjen Dioscoreaceae. Inga underarter finns listade i Catalogue of Life.